# 施塔德县
施塔德縣（德語：Landkreis Stade）位於德國下薩克森州北部的县，与哈尔堡县、羅滕堡縣、庫克斯港縣，易北河以及漢堡相鄰，首府施塔德。